# Linphone
Linphone — відкритий програмний телефон, що використовує протокол SIP для організації голосового зв'язку в мережі інтернет. Підтримується організація голосового і відеозв'язку, а також передача текстових повідомлень. Зв'язок може бути встановлена з використанням будь-якого SIP-оператора або за допомогою наданого проектом безплатного SIP-сервісу.
Проект був заснований в 2001 році і є одним з перших відкритих SIP-клієнтів, створених для Linux. Натепер крім Linux в Linphone забезпечена підтримка платформ FreeBSD, OpenBSD, Apple IOS, Android, Windows Phone, Windows і OS X. Сирцевий код проекту поширюється через Git-репозиторій git.linphone.org під ліцензією GPLv3. Інтерфейс написаний з використанням GTK+.
Додатково розвивається вебклієнт, що дає можливість розгорнути застосунок на сервері і організувати роботу через вебінтерфейс користувача, а також кілька консольних клієнтів. Створення різних продуктів на базі Linphone спрощує модульна структура проекту, в якій основний код винесено в окрему бібліотеку Liblinphone і не прив'язаний до частин, що відповідає за інтерфейс користувача. Бібліотека надає базові можливості для здійснення голосових і відеодзвінків, надає API для прийому і відправки дзвінків, включає бібліотеки для роботи з мультимедіа (Mediastreamer2), RTP (ORTP) і SIP-стек (Belle-SIP). Бібліотеки написані на мові Сі і доступні для інших мов програмування у вигляді обв'язок. Аудіо- та видеокодеки можуть підключатися у формі плагінів.

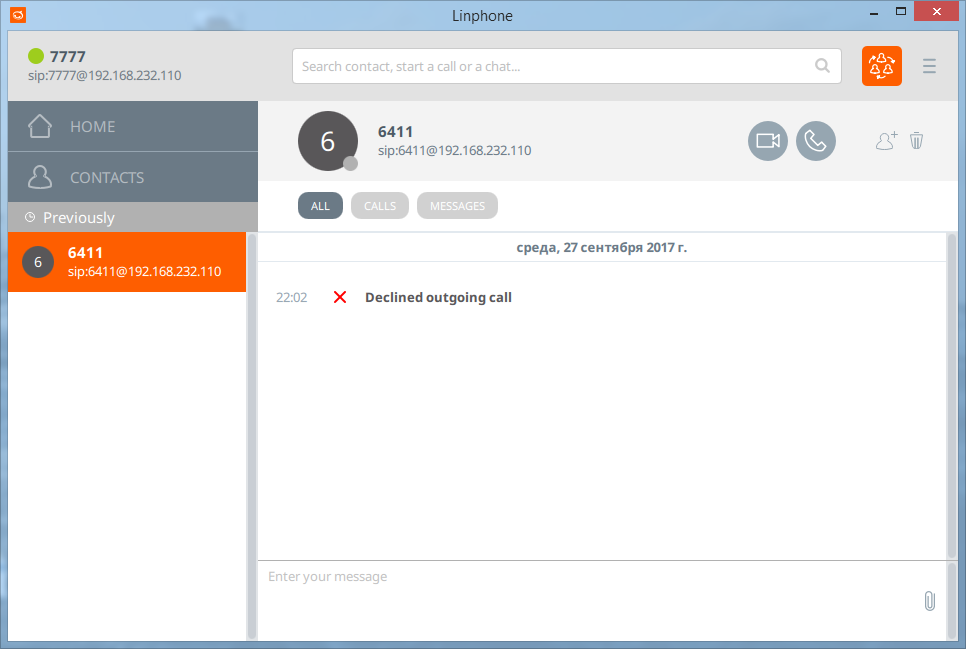
Linphone в Windows 8

## Основні можливості
- Здійснення HD-аудіо і відеодзвінків;
- Проведення голосових конференцій;
- Перенаправлення дзвінка іншому абоненту;
- Запис розмови;
- Миттєвий обмін повідомленнями;
- Збереження історії дзвінків;
- Визначення статусу доступності абонента;
- Адресна книга;
- Система придушення луни;
- Механізми управління якістю сервісу (QoS);
- Шифрування каналу зв'язку (TLS, SRTP, ZRTP);
- Можливість здійснення P2P-з'єднань між клієнтами за допомогою ICE (RFC5246) без використання проміжного сервера;
- Підтримка аудіокодеків: OPUS, SILK, SPEEX, G722, AMR-WB (G722.2), GSM 6.10, AMR-NB, ILBC, G729, G711;
- Підтримка відеокодеків: VP8, H264, MPEG4, H263-1998;
- Підтримка UPnP (Universal Plug and Play) для підключення до пристроїв в локальній мережі;
- Можливість одночасного використання IPv6 і IPv4;
- Підтримка використання різних налаштувань проксі для різних видів транспорту (UDP, TCP, TLS).